# فيليستي هوفمان
فيليستي هوفمان (بالإنجليزية: Felicity Huffman)‏ ممثلة أمريكية وفائزة بجائزة إيمي التلفزيونية ولدت في بيدفورد ولاية نيويورك بتاريخ 9 ديسمبر 1962. متزوجة من الممثل الأمريكي ويليام اتش ميسي. اشتهرت في دور لينيت سكافو بمسلسل ربات بيوت يائسات.

## وصلات خارجية
- فيليستي هوفمان على موقع IMDb (الإنجليزية)
- فيليستي هوفمان على موقع روتن توميتوز (الإنجليزية)
- فيليستي هوفمان على موقع ألو سيني (الفرنسية)
- فيليستي هوفمان على موقع ميوزك برينز (الإنجليزية)
- فيليستي هوفمان على موقع تيرنر كلاسيك موفيز (الإنجليزية)
- فيليستي هوفمان على موقع أول موفي (الإنجليزية)
- فيليستي هوفمان على موقع قاعدة بيانات برودواي على الإنترنت (الإنجليزية)
- فيليستي هوفمان على موقع قاعدة بيانات الأفلام السويدية (السويدية)
- فيليستي هوفمان على موقع إن إن دي بي (الإنجليزية)
- فيليستي هوفمان على موقع ديسكوغز (الإنجليزية)
- Felicity Huffman at قاعدة بيانات أقل من برودواي على الإنترنت
- What The Flicka